# Mieczysław Nowak (sztangista)
Mieczysław Nowak (ur. 22 grudnia 1936 w Chomęcicach, zm. 17 maja 2006 w Nowym Dworze Gdańskim) – polski sztangista, brązowy medalista olimpijski i wielokrotny medalista mistrzostw świata.

## Kariera
Pierwszy sukces osiągnął w 1964 roku, kiedy podczas igrzysk olimpijskich w Tokio zdobył brązowy medal. W zawodach tych wyprzedzili go jedynie Japończyk Yoshinobu Miyake oraz Isaac Berger z USA. Na mistrzostwach świata w Teheranie w 1965 roku i rozgrywanych rok później mistrzostw świata w Berlinie zajmował drugie miejsce, ustępując tylko Miyake. W 1970 roku zwyciężył na mistrzostwach świata w Columbus, wyprzedzając bezpośrednio kolejnego Polaka, Jana Wojnowskiego. Obaj Polacy, podobnie jak trzeci w tym konkursie Yoshiyuki Miyake) zostali później zdyskwalifikowani z powodu wykrycia u nich zakazanych substancji. Ponadto zdobywał złote medale mistrzostw Europy w latach: 1965, 1966 i 1968, srebrny w 1970 roku (waga kogucia) oraz brązowy dwa lata później. W 1968 roku wystartował na igrzyskach olimpijskich w Meksyku, gdzie zajął piąte miejsce, a cztery lata później, podczas igrzysk w Monachium rywalizację ukończył na siódmej pozycji. 
Był trzynastokrotnym rekordzistą Polski. Reprezentował kluby: LZS Wołów, Śląsk Wrocław i Flotę Gdynia.
Ukończył średnią szkołę zawodową. Pracował jako trener i działacz sportowy w Nowym Dworze Gdańskim.
W Plebiscycie Przeglądu Sportowego 1970 zajął 6. miejsce.

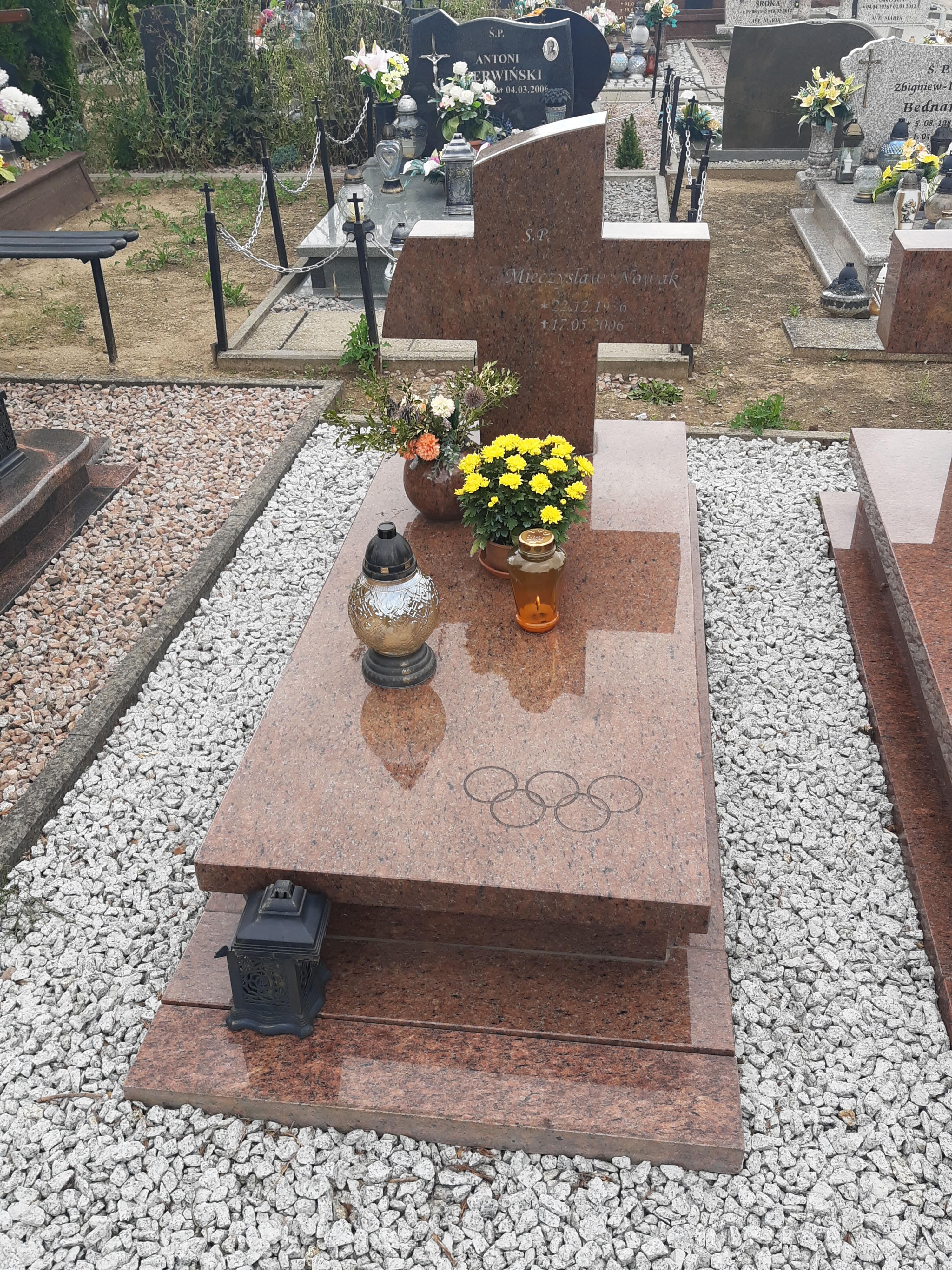
Grób Mieczysława Nowaka na nowym cmentarzu komunalnym w Nowym Dworze Gdańskim